# Tom Gullikson
Tom Gullikson (ur. 8 września 1951 w La Crosse) – amerykański tenisista i trener tenisa, zwycięzca US Open 1984 w grze mieszanej.

## Życie prywatne
Jest bratem bliźniakiem Tima Gulliksona, który zmarł w maju 1996 na nowotwór mózgu. Po śmierci brata założył fundację The Tim & Tom Gullikson Foundation (TTGF), która wspiera osoby i rodziny dotknięte nowotworami mózgu.

## Kariera tenisowa
Zawodowym tenisistą Gullikson był w latach 1976–1986. W tym czasie wygrał jeden turniej rangi ATP World Tour w grze pojedynczej i osiągnął cztery finały. W grze podwójnej triumfował w piętnastu imprezach ATP World Tour oraz awansował do czternastu finałów, w tym finału Wimbledonu 1983 razem ze swoim bratem. Startując w zawodach gry mieszanej jest mistrzem US Open 1984 wspólnie z Manuelą Maleewą.
W rankingu gry pojedynczej Gullikson najwyżej był na 34. miejscu (30 kwietnia 1984), a w klasyfikacji gry podwójnej na 4. pozycji (12 września 1983).

### Finały w turniejach wielkoszlemowych

#### Gra podwójna (0–1)
| Końcowy wynik | Nr | Data         | Turniej           | Nawierzchnia | Partner       | Przeciwnicy                | Wynik finału  |
| ------------- | -- | ------------ | ----------------- | ------------ | ------------- | -------------------------- | ------------- |
| Finalista     | 1. | 3 lipca 1983 | Wimbledon, Londyn | Trawiasta    | Tim Gullikson | Peter Fleming John McEnroe | 4:6, 3:6, 4:6 |

#### Gra mieszana (1–0)
| Końcowy wynik | Nr | Data            | Turniej            | Nawierzchnia | Partnerka       | Przeciwnicy                      | Wynik finału  |
| ------------- | -- | --------------- | ------------------ | ------------ | --------------- | -------------------------------- | ------------- |
| Zwycięzca     | 1. | 9 września 1984 | US Open, Nowy Jork | Twarda       | Manuela Maleewa | Elizabeth Smylie John Fitzgerald | 2:6, 7:5, 6:4 |

## Kariera trenerska
Po zakończeniu kariery, od 1988 do 2017 pracował w programie rozwojowym młodzieży w Amerykańskim Związku Tenisowym (United States Tennis Association, USTA), a w latach 1997–2001 był dyrektorem programu. Pracę tę łączył z innymi funkcjami – w 1996 był trenerem męskiej kadry olimpijskiej (Andre Agassi zdobył złoty medal), a w latach 1994–1999 był kapitanem reprezentacji USA w Pucharze Davisa. W tym czasie Amerykanie sięgnęli po trofeum w 1995, a w 1997 zostali finalistami. Od grudnia 2001 do lutego 2002 trenował Pete’a Samprasa.